# Megalechis
Megalechis – rodzaj słodkowodnych ryb sumokształtnych z rodziny kiryskowatych (Callichthyidae).

## Klasyfikacja
Gatunki zaliczane do tego rodzaju:
- Megalechis picta
- Megalechis thoracata – kirys czarnoplamy[3], kiryśnik czarnoplamy[4]

Gatunkiem typowym jest Callichthys thoracatus (M. thoracata).